# Ministerium Erzherzog Rainer

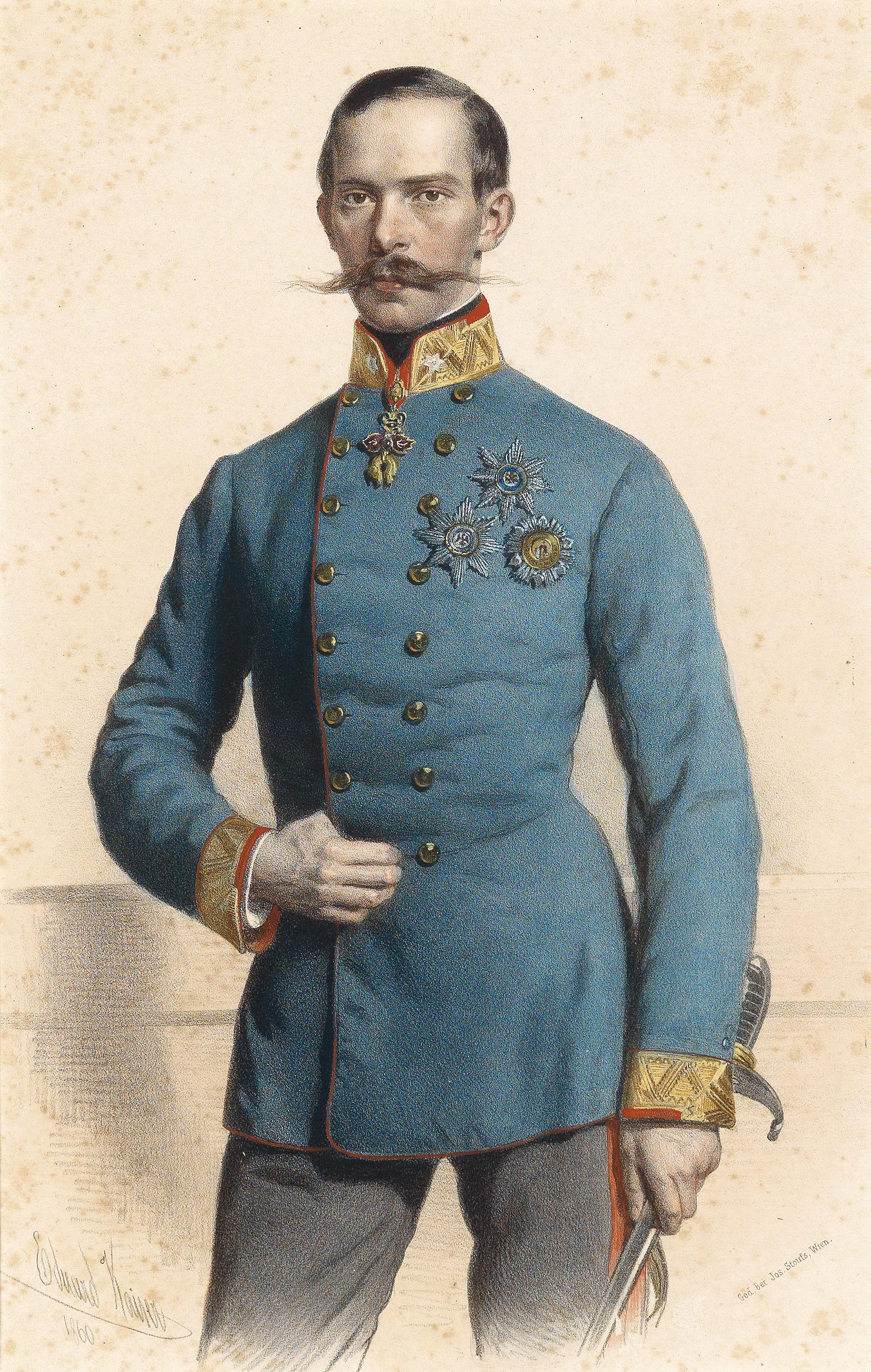
Erzherzog Rainer, Lithographie von Eduard Kaiser, 1860

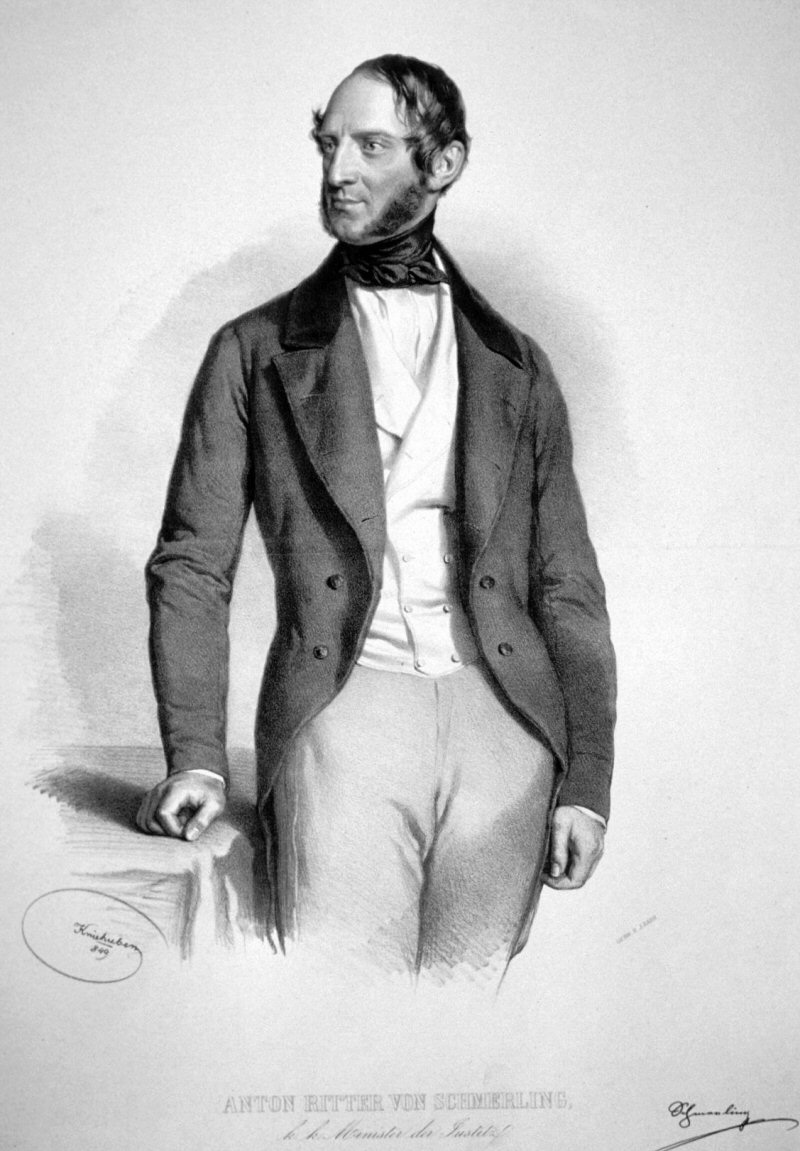
Anton Ritter von Schmerling, Lithographie von Josef Kriehuber, 1849

Das Ministerium Erzherzog Rainer des Kaisertums Österreich unter dem Vorsitzenden der Ministerkonferenz Erzherzog Rainer Ferdinand von Österreich amtierte vom 4. Februar 1861 bis zum 26. Juni 1865. Der Habsburger Erzherzog Rainer war nominell Vorsitzender der Ministerkonferenz im liberal geprägten Kabinett, welches aber de facto unter der Leitung des Staatsministers Anton von Schmerling stand.

## Geschichte
Erzherzog Rainers Vorgänger als Vorsitzender der Ministerkonferenz war Bernhard von Rechberg, der in der Deutschen Frage eine einvernehmliche Lösung mit Preußen zu finden suchte und sich gegen die Großdeutsche Lösung stellte, die vom Staatsminister und eigentlichen Leiter des Ministeriums Erzherzog Rainer, Anton von Schmerling befürwortet wurde. Staatsminister Schmerling versuchte, den Vorsitz Österreichs im Deutschen Bund gegen Preußen zu stärken, scheiterte aber an der aggressiven Opposition Otto von Bismarcks.
Im Inneren schuf Schmerling im Wesentlichen die zentralistische Februarverfassung von 1861. Mit dem Protestantenpatent (1861), dem Gesetz vom 27. Oktober 1862 zum Schutz der persönlichen Freiheit und dem Gesetz vom 27. Oktober 1862 zum Schutze des Hausrechts wurden vom Ministerium Erzherzog Rainer wesentliche Schritte zur Liberalisierung der Verhältnisse im Kaisertum Österreich gesetzt.
Das Ministerium Erzherzog Rainer trat am 26. Juni 1865 zurück, nachdem ihm Kaiser Franz Joseph I. das Vertrauen entzogen hatte. Der Kaiser wandte sich mit Richard Belcredi einem deklarierten Konservativen zu und ernannte ihn zum Staatsminister und Vorsitzenden der Ministerkonferenz (Ministerium Belcredi).

## Mitglieder des Ministerrats
- Erzherzog Rainer Ferdinand von Österreich (1827–1913), Vorsitzender der Ministerkonferenz
- Anton von Schmerling (1805–1893), Staatsminister
- Bernhard von Rechberg (1806–1899), Außenminister bis Oktober 1864
- Alexander von Mensdorff-Pouilly (1813–1871), Außenminister ab Oktober 1864
- August von Degenfeld-Schonburg (1798–1876), Kriegsminister bis 1864
- Karl von Franck (1806–1867), Kriegsminister ab 1864
- Friedrich Moritz von Burger (1804–1873), Marineminister
- Adolf Pratobevera von Wiesborn (1806–1875), Justizminister bis Dezember 1862
- Franz von Hein (1808–1890), Justizminister ab Dezember 1862
- Ignaz von Plener (1810–1908), Minister für Finanzen
- Ludwig von Holzgethan (1800–1876), Minister-Stellvertreter für Finanzen
- Matthias Constantin Capello von Wickenburg (1797–1880), Handelsminister bis 1863
- Josef Kalchegger von Kalchberg (1801–1882), Handelsminister ab 1863
- Josef Lasser von Zollheim (1814–1879), Minister und Leiter der Abteilung für politische Verwaltung
- Karl Mecséry de Tsoór (1804–1885), Polizeiminister
- Antal Szécsen von Temerin (1819–1896), Minister ohne Portefeuille bis 1861
- Moritz Esterházy de Galantha (1807–1890), Minister ohne Portefeuille